# Soft Kill
Soft Kill es una banda norteamericana originaria de Portland (Oregón) de género post-punk revival. Asimismo, es una de las bandas que se han autodenominado en su página personal de Facebook como sad rock (rock triste), un nuevo subgénero musical surgido a partir de la eclosión de la escena post-punk. Hasta la fecha, han editado cinco álbumes y numerosos sencillos y EPs.
Su disco debut, An Open Door fue uno de los más prestigiosos lanzamientos de los últimos diez años del género post-punk recibiendo excelentes críticas musicales. Eso hizo que el bajista y cantante de la influyente banda de los años 80, The Chameleons, Mark Burgess se interesara por ellos y los apadrinase por una gira por Estados Unidos además de poner la voz en la canción On The Inside de su cuarto álbum Choke.
Han sido comparados con bandas importantes bandas de la new wave como Stone Roses, The Replacements y The Chameleons.

## Biografía
Los inicios de Soft Kill fueron sobre 2010, cuando el vocalista y guitarrista Tobias Grave disolvió Blessure Grave. Las canciones que este escribió para el segundo trabajo de Blessure Grave, más orientadas al post-punk revival, derivaron a la nueva formación de Soft Kill, aún con sus antiguos miembros Shiloe Alia, Justin Gradin y Mattey Hunter, los cuales lanzaron su LP de debut, An Open Door.
Tras ese lanzamiento, Tobias Grave tuvo problemas de salud que dejó a la banda inactiva. Sin embargo, el vocalista continuó grabando demos y canciones recopiladas en la colección Circle of Trees (2013).
La banda se reformó para seguir en activo como tal en 2014, con Owen Glendower al bajo y a los teclados, Conrad Vollmer a la guitarra y Maximillion Avila a la batería. Dicha formación editaría en 2015, Heresy y al año siguiente Choke, el cual fue considerado un tour de force para la banda. En este disco colaboró Mark Burgess, bajista y vocalista de la banda The Chameleons, en la grabación de la pista On the Inside.
En su siguiente trabajo de estudio, Savior (2018), la banda tomó como inspiración la experiencia personal del trágico nacimiento del hijo de Tobias Grave, en cuyo parto casi muere su esposa. Estuvo grabado en Kingsize Studios de Los Ángeles y fue producido por Ben Greenberg.

## Discografía

### Álbumes de estudio
- An Open Door (2011)
- Circle of Trees (2013)
- Heresy (2015)
- Choke (2016)
- Savior (2018)
- Dead Kids R.I.P. City (2020)
- Premium Drifter (2020)
- Dead Kid Demos (2021)
- Canary Yellow (2022)
- Metta World Peace (2023)

### EP
- How Can I Be Lost? EP (2011)
- Grandview EP (2014)
- Just A Body EP (2018)
- Not Quite Dracula Music (2021)

### Sencillos
- «Seven Hundred» (2012)
- «Selfish Love» (2016)
- «Five Point / Full Moon» (2017)
- «Let's Believe In Love» (2018)